# Menhir de Montaberlet
Le menhir de Montaberlet est un menhir situé en France, sur la commune de Décines-Charpieu dans le département du Rhône en région Rhône-Alpes.
Le menhir est classé au titre des monuments historiques depuis 1889.